# أتلتيكو مدريد ب
أتلتيكو مدريد ب (بالإسبانية: Club Atlético de Madrid B) هو ناد كرة قدم إسباني يتمركز في العاصمة مدريد، منطقة مدريد. تأسس في 1966، هو الفريق الرديف لنادي أتلتيكو مدريد ويلعب حاليا في الدوري الإسباني الدرجة الثانية ب – المجموعة 1. يلعب الفريق مبارياته في مدريد في ملعب سيرو ديل إسبينو.

## وصلات خارجية
- الموقع الرسمي[وصلة مكسورة]
- صفحة النادي في موقع فوتبولم (بالإسبانية)